# Niklas Flyborg
E Niklas W Flyborg, född 25 januari 1962, är en svensk civilekonom och företagsledare.
Niklas Flyborg är reservofficersutbildad i flottan med inriktning mot kustminsvepare. Han erlade sjöofficersexamen 27 augusti 1982 vid Kungliga Sjökrigsskolan och utnämndes till löjtnant 1 juni 1983.
Efter utbildning till civilekonom vid Handelshögskolan i Stockholm har Niklas Flyborg haft ett stort antal chefsbefattningar inom näringslivet. 1986-1994 var han verksam inom Cap Gemini, den senaste tiden som divisionschef. Flyborg var VD för Mandator AB 1998-2000, Cell Network AB 2000-2003, för Mandator AB 2003-2005, för Observer AB/Cision AB 2006-2008. Mellan 2012 och 2021 var Flyborg VD och koncernchef i Cybercom Group. Flyborg är, och har varit, verksam i styrelser i såväl svenska som internationella privata och publika bolag. 2015-2021 var Flyborg engagerad i UN Global Compact, i föreningen Hello World! och i olika forum för Digital Sustainability och Hållbart Ledarskap. I maj 2021 nominerades Flyborg till finalist i NMC:s pris Hållbart Ledarskap 2021. 